# فرط تنسج
التَنْسَاج (بالإنجليزية: Hyperplasia)‏(أيضًا فَرْطُ التَّنَسُّج) هو زيادة عدد الخلايا في عضو أو نسيج مما يؤدي إلى زيادة في حجمه بسبب زيادة في حِمْل العمل الوظيفي (Functional workload or demand) على العضو أو النسيج، حَث هرموني، أو نقص في كثافة النسيج نفسه.

## أسبابه
- التَنْسَاج الفسيولوجي يكون استجابة للتكييف مع تغيرات فسيولوجية طبيعية. مثال لذلك؛ زيادة عدد الخلايا الرحمية (Uterine Cells) في بطانة الرحم شهرياً استجابة للحث الهرموني بواسطة هرمون الإستروجين بعد عملية الإباضة (بالإنجليزية: Ovulation)‏.
- التَنْسَاج التعويضي يحدث في بعض الأعضاء لاستبدال أنسجة دُمِرَت أو تم إزالتها أو لتعويض زيادة طلب وظيفي. مثال لذلك؛ تجديد (Regeneration) الخلايا الكبدية لنفسها إذا تم إزالة جزء من الكبد جراحياً. مثال أخر؛ زيادة إنتاج عدد كريات الدم الحمراء من نخاع العظام إذا قلت نسبة الأكسجين الجوي مما يفسِّر الزيادة في عدد كريات الدم الحمراء (بالإنجليزية: Secondary Polycythemia)‏ لدي قاطني الأماكن المرتفعة كالجبال[1] ويعود عددها للطبيعي عند العودة لمستوى البحر.[2]

- التَنْسَاج المَرَضِي يكون استجابة لزيادة مُفْرطة في الحث الهرموني أو إنتاج غير طبيعي لعوامل النمو الهرمونية (بالإنجليزية: Hormonal Growth Factors)‏.مثال لذلك؛ مرض ضخامة النهايات (أو العرطلة) (بالإنجليزية: Acromegaly)‏ الناتج عن زيادة مفرطة في إفراز هرمون النمو مما يسبب تضخم في العظام في اليدين والقدمين وعظم الرأس. مثال أخر إذا حصل زيادة لإفراز هرمون الإستروجين، تزداد بطانة الرحم حجماً، مما يحدث نزيف حيضي حاد وإمكانية حدوث تغيرات خبيثة.[3]

## التَنْسَاج ليس تضخماً
يختلف التَنْسَاج عن التضخم (بالإنجليزية: Hypertrophy)‏ ,عَكْس ضُمور (بالإنجليزية: Atrophy)‏, الذي يعني زيادة في حجم الخلايا- وليس عددها- وقدرتها الوظيفية.
وكقاعدة عامة، الخلايا القادرة على الانقسام تقوم بعمليتي التَنْسَاج والتضخم معاً. بعكس الخلايا الدائمة غير القادرة على الانقسام التي تستجيب لزيادة الطلب الوظيفي بالتضخم فقط. مثال ذلك عضلة القلب؛ فأي زيادة في حجمها تكون تضخماً، أي زيادة في حجم خلاياها فقط بغير زيادة عددية، وليس تَنْسَاجاً لأنها فقدت قدرتها على الانقسام فهي خلايا دائمة.

## اقرأ أيضًا
- فرط تنسج لانمطي
- متلازمة بوشكيه-أوليندورف
- ورام عضلي غدي